# リリー・ディック
リリー・ディック（Lily Dick、1999年12月26日 - ）は、オーストラリアの女子ラグビー選手。

## プロフィール
- オーストラリアゴールドコーストタガン出身[1]。
- 身長 175cm、体重 69kg
- ポジションはプロップ(PR)。

## 略歴
2022年、ラグビーワールドカップセブンズ2022の7人制女子オーストラリア代表に選ばれて優勝に貢献。